# Lepidonotus bowerbanki
Lepidonotus bowerbanki är en ringmaskart som beskrevs av Baird 1865. Lepidonotus bowerbanki ingår i släktet Lepidonotus och familjen Polynoidae. Inga underarter finns listade i Catalogue of Life.